# غاري نولان (مقدم برامج إذاعية)
غاري نولان (بالإنجليزية: Gary Nolan)‏ هو مقدم برامج إذاعية أمريكي، ولد في 1954 في كليفلاند في الولايات المتحدة.